# Панайотіс Піпінеліс
Панайотіс Піпінеліс (грец. Παναγιώτης Πιπινέλης; 1899–1970) — грецький політик і дипломат, прем'єр-міністр країни.

## Життєпис
Народився в портовому місті Пірей. Вивчав право й політологію в Цюриху (Швейцарія) та у Фрайбурзі (Німеччина).
Вступив до грецького дипломатичного корпусу 1922 року, обіймав різні посади, зрештою отримавши пост заступника міністра закордонних справ (1947–1948). 1952 року представляв інтереси Греції в НАТО, а наступного року завершив дипломатичну кар'єру. У 1961–1963 роках обіймав посаду міністра торгівлі в уряді Караманліса, а після добровільного вигнання останнього, Піпінеліс став тимчасовим главою грецького уряду. 20 листопада 1967 року, під час правління військової хунти, отримав посаду міністра закордонних справ. Цю посаду обіймав до самої своєї смерті. Помер від раку.